# Kij, Šček e Choriv

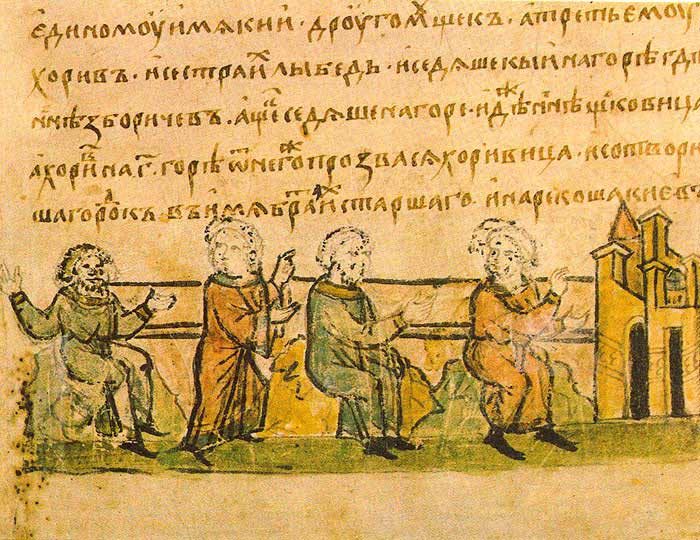
Illustrazione tratta dalla Cronaca di Radziwiłł, XV secolo

Kij (anche traslitterato come Kii), Šček e Choriv (russo e in ucraino Кий, Щек, Хорив?) furono i tre fratelli, alle volte menzionati insieme alla sorella Lybid' (Либідь), che, secondo la Cronaca degli anni passati, fondarono la città di Kiev - oggi capitale dell'Ucraina.

## La leggenda e il suo retroterra storico
Scavi archeologici hanno dimostrato che, sul luogo ove attualmente sorge Kiev, era presente un antico insediamento fin dal VI secolo. Alcuni ritengono che  Kij sia stato una figura realmente vissuta, un nobile di una tribù dei Poliani; tra questi storici vi sono Boris Rybakov, Dmitrij Lichačëv, Aleksej Aleksandrovič Šachmatov, Aleksandr Presnjaakov, Petro Toločko e Natalija Polons'ka-Vasylenko. La maggior parte degli storici considera tuttavia i tre esclusivamente come dei personaggi mitologici.
La leggenda di Kij, Šček e Choriv e della loro sorella Lybid, può infatti essere interpretata come un personificazione di luoghi geografici: tra le diverse teorie riguardanti le origini del loro nome la più accreditata vuole che l'appellativo del primo derivi da un termine turco significante "alta riva del fiume", descrizione che denota le collinose rive occidentali del Dnieper dove era situato il primo nucleo dell'insediamento; Šček e Choriv, secondo tale teoria, rappresenterebbero invece gli odierni monti Ščekavycia e Chorevycia, siti nel centro di Kiev, mentre il Lybid è un affluente del Dnieper che ha un ruolo importante nel paesaggio cittadino.

## Il monumento
Durante il governo sovietico a Kiev venne realizzato il monumento ai fondatori di Kiev nel quale Kij, Šček, Choriv e Lybid furono raffigurati in piedi su di un'antica barca. La scultura, posta nei pressi del parco Navodnyc'kyj, diventò presto il simbolo della città. Negli anni 2000 un'altra statua fu installata nella piazza Nezaležnosti.